# 환화
《환화》는 1986년 5월 25일에 MBC TV에서 방영되었던 베스트셀러극장이다.

## 출연
- 정욱
- 송옥숙
- 나종미
- 권성덕
- 김상순
- 이영후
- 서학
- 박희우
- 전국환
- 최한호
- 김종구
- 이은철
- 권경숙